# Etilevodopa
Etilevodopa je dopaminergički agens koji se koristi za lečenje Parkinsonove bolesti. Ovo jedinjenje je etil estar levodope.